# 29. април
29. април (29.04) је 119. дан у години по грегоријанском календару (120. у преступној години). До краја године има још 246 дана.

## Догађаји
- 1429 — Јованка Орлеанка, је стигла са војском у Орлеан са циљем да прекине вишемесечну енглеску опсаду.
- 1770 — Британски истраживач Џејмс Кук је стигао до залива Ботани Беј код данашњег Сиднеја.
- 1862 — Снаге Уније под водством Дејвида Фарагута освојиле су Њу Орлеанс.
- 1945 —
  - Америчке трупе су у Другом светском рату ослободиле немачки концентрациони логор Дахау.
  - Снаге нацистичке Немачке у Другом светском рату капитулирале су у северној Италији, Аустрији, Штајерској и Корушкој.
  - Адолф Хитлер се женио својом дугогодишњом партнерком Евом Браун и одредио адмирала Карла Деница за свог наследника.
- 1974 — Основан је Универзитет Црне Горе у Подгорици.
- 1975 — Последњи амерички војници евакуисани су из Сајгона, дан уочи уласка северновијетнамских снага у град.
- 1991 — У земљотресу у совјетској републици Грузији погинуло је више од 140 људи.
- 1992 — Јединице Територијалне одбране и полиције Босне и Херцеговине блокирале су касарне Југословенске народне армије у Сарајеву.
- 1995 — У Шри Ланки, тамилски побуњеници оборили су војни авион у којем су погинуле 52 особе.
- 1998 — Контакт група у Риму усвојила је пакет санкција против СРЈ због погоршања ситуације на Косову.
- 1999 — У ваздушним ударима НАТО-а на СР Југославију срушен је телекомуникациони Авалски торањ.
- 2008 — Отворен Музеј воштаних фигура у Јагодини, први отворен музеј овакве врсте у Србији, први и једини у Србији и на Балкану, 6. у Европи и 124. у свету.
- 2011 — Венчали се Вилијам, војвода од Кембриџа и Кејт Мидлтон.

## Рођења
- 1818 — Александар II Николајевич, руски цар (1855—1881). (прем. 1881)
- 1854 — Жил Анри Поенкаре, француски математичар и теоријски физичар. (прем. 1912)
- 1893 — Харолд Клејтон Јури, амерички физикохемичар, добитник Нобелове награде за хемију (1934). (прем. 1981)
- 1899 — Дјук Елингтон, амерички џез музичар (пијаниста) и композитор. (прем. 1974)
- 1901 — Хирохито, 124. јапански цар. (прем. 1989)
- 1907 — Фред Зинеман, аустријско-амерички редитељ. (прем. 1997)
- 1909 — Том Јуел, амерички глумац. (прем. 1994)
- 1917 — Селест Хоум, амерички глумац. (прем. 2012)
- 1933 — Вили Нелсон, амерички музичар и глумац.
- 1936 — Зубин Мехта, индијски диригент.
- 1947 — Иван Јевтић, српски композитор и академик.[1]
- 1952 — Дејвид Ајк, енглески теоретичар завера, писац, фудбалер, ТВ водитељ, новинар и спортски коментатор.
- 1955 — Кејт Малгру, америчка глумица.
- 1957 — Данијел Деј Луис, енглески глумац.
- 1958 — Мишел Фајфер, америчка глумица и продуценткиња.
- 1969 — Пол Аделстин, амерички глумац.
- 1970 — Андре Агаси, амерички тенисер.
- 1970 — Ума Терман, америчка глумица и модел.
- 1974 — Ангун, индонежанско-француска музичарка.
- 1976 — Маја Савић, црногорска рукометашица.
- 1978 — Боб Брајан, амерички тенисер.
- 1978 — Мајк Брајан, амерички тенисер.
- 1982 — Марија Каран, српска глумица.
- 1984 — Паулијус Јанкунас, литвански кошаркаш.
- 1987 — Кијара Дајана, америчка порнографска глумица и модел.
- 1987 — Сара Ерани, италијанска тенисерка.
- 1987 — Џеф Ерс, амерички кошаркаш.
- 1988 — Тауфик Махлуфи, алжирски атлетичар.[2]
- 1989 — Домагој Вида, хрватски фудбалер.
- 1996 — Кетрин Лангфорд, аустралијска глумица.
- 1997 — Сара Лозо, српска одбојкашица.
- 1998 — Тими Макс Елшник, словеначки фудбалер.
- 2001 — Грегор Глас, словеначки кошаркаш.
- 2002 — Џејла Рамовић, босанскохерцеговачка певачица.

## Смрти
- 1852 — Поп Лука Лазаревић је био српски јунак, војвода, великан Првог српског устанка и православни свештеник (поп), родом из Свилеуве.
- 1951 — Лудвиг Витгенштајн, енглески филозоф (рођ. 1889)
- 1980 — Алфред Хичкок, енглески филмски режисер (рођ. 1899)
- 2003 — Јанко Бобетко, хрватски генерал
- 2007 — Ивица Рачан, хрватски политичар (рођ. 1944)

## Празници и дани сећања
- Српска православна црква слави:
  - Свете мученице Агапију, Хионију и Ирину
  - Светог мученика Леонида са мученицама Хариесом, Никијом, Галином, Калидом, Нунехијом, Василисом